# Edgeworthia chrysantha
Il bastone di san Giuseppe o arbusto della carta (Edgeworthia chrysantha Lindl.) è una pianta appartenente alla famiglia delle Thymelaeaceae.

## Etimologia
Il nome comune italiano "bastone di san Giuseppe" fa riferimento probabilmente al periodo di fioritura, generalmente intorno a metà marzo, periodo in cui cade la festa di san Giuseppe (che è il 19 marzo). L'altro nome italiano di "arbusto della carta", così come quello inglese di paperbush (letteralmente "cespuglio della carta"), deriva invece dalla tradizione di produrre carta con la corteccia di questa pianta.
In giapponese la pianta è invece chiamata ミツマタ (mitsumata?), che vuol dire "che si divide in tre parti", in riferimento alla sua particolare modalità di diramazione.

## Descrizione

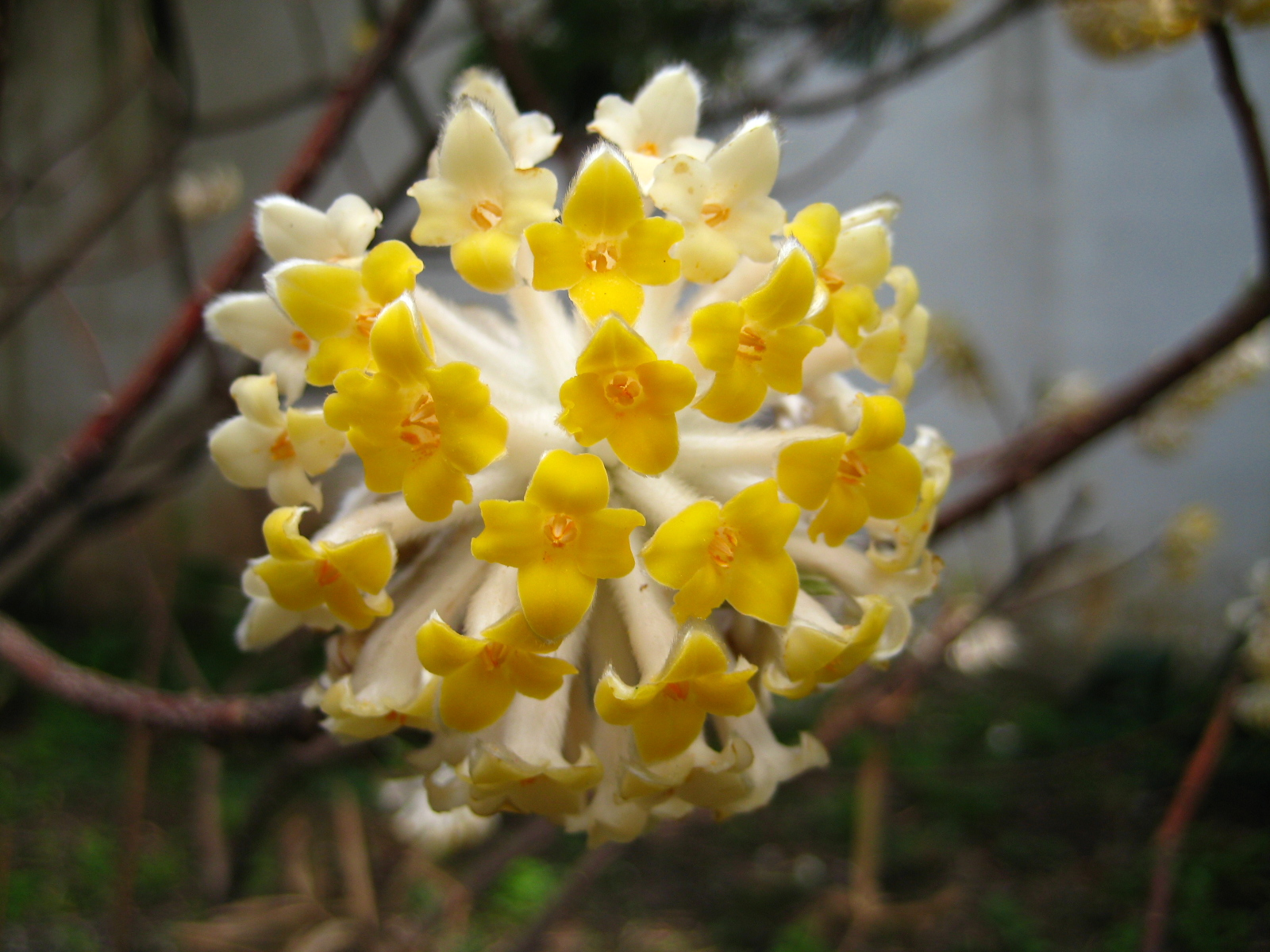
Dettaglio di un fiore fotografato presso il tempio di Donglin (Jiujiang, Cina)

Si tratta di un arbusto deciduo, che può raggiungere il metro e mezzo di altezza; è dotato di rami estremamente flessibili, tanto da poter essere piegati fino a formare un nodo semplice senza subire danno, e presenta inoltre la caratteristica di ramificarsi in tre parti, insolita nelle angiosperme.
I fiori, molto profumati, appaiono sui rami prima delle foglie, in tardo inverno o all'inizio della primavera; il loro colore è di solito un crema, ma sono presenti anche varietà giallo acceso e rosso; essi sono di forma tubolare, lunghi dai 13 ai 20 mm, con quattro lobi ricurvi e ricoperti all'esterno da una peluria setosa. Le foglie appaiono successivamente, e sono oblanceolate, lunghe dagli 8 ai 20 cm e larghe dai 2,5 ai 5,5 cm, anch'esse ricoperte da una peluria soffice. I frutti sono purpurei, spesso ricoperti da ciò che rimane dei fiori.

## Distribuzione e habitat

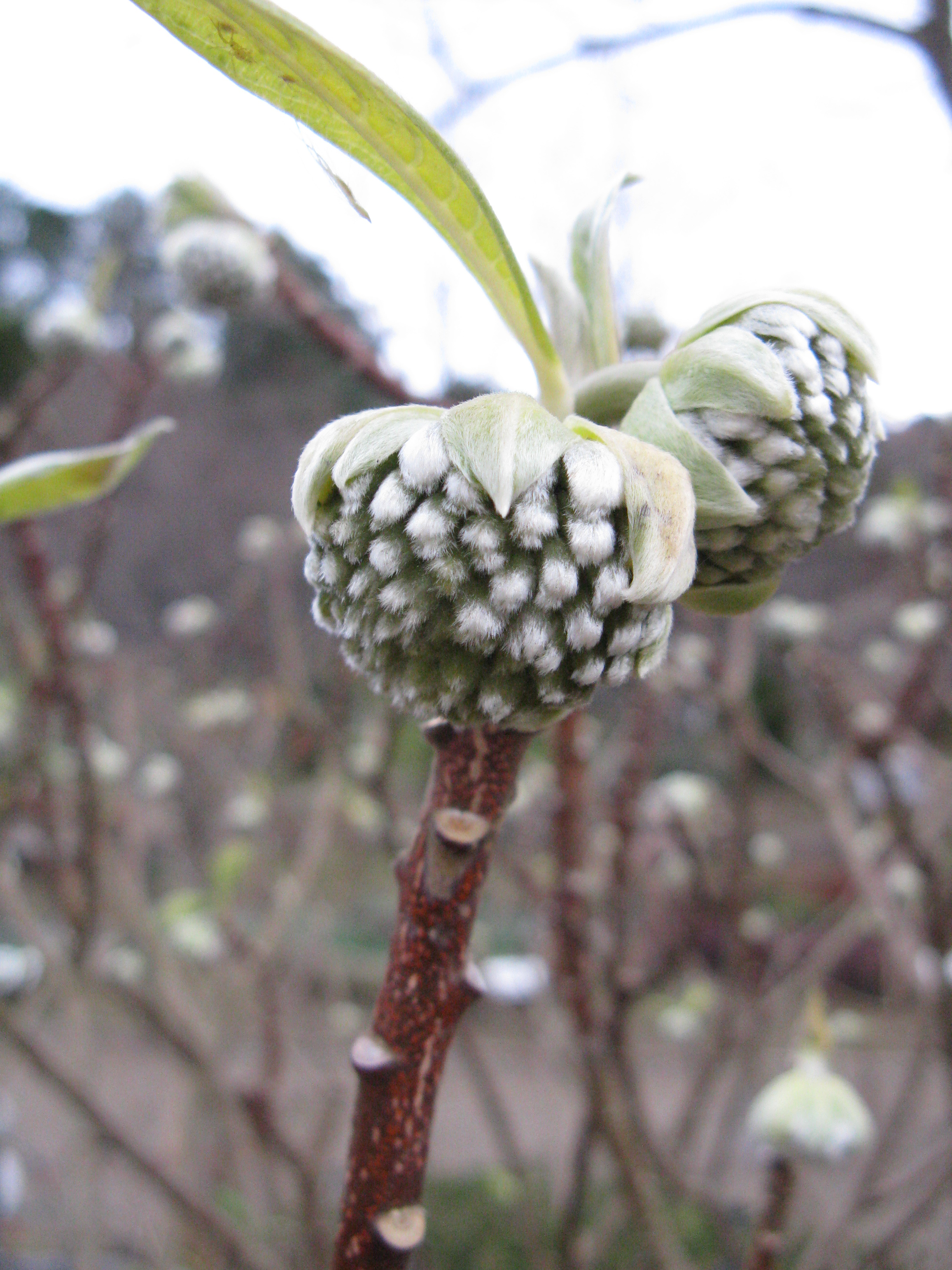
I frutti

È la più diffusa e la più coltivata fra le specie del genere Edgeworthia. Nativa della Cina orientale e meridionale e della Birmania, dal tardo XVI secolo è stata introdotta anche in Giappone e Corea; più recentemente, è arrivata anche negli Stati Uniti d'America.
In natura si trova nelle foreste, su pendii arbustivi e in terreni secchi e sabbiosi, spaziando dalle aree costiere fino al limitare dei corsi d'acqua nelle valli.

## Nella cultura

### Coltivazione

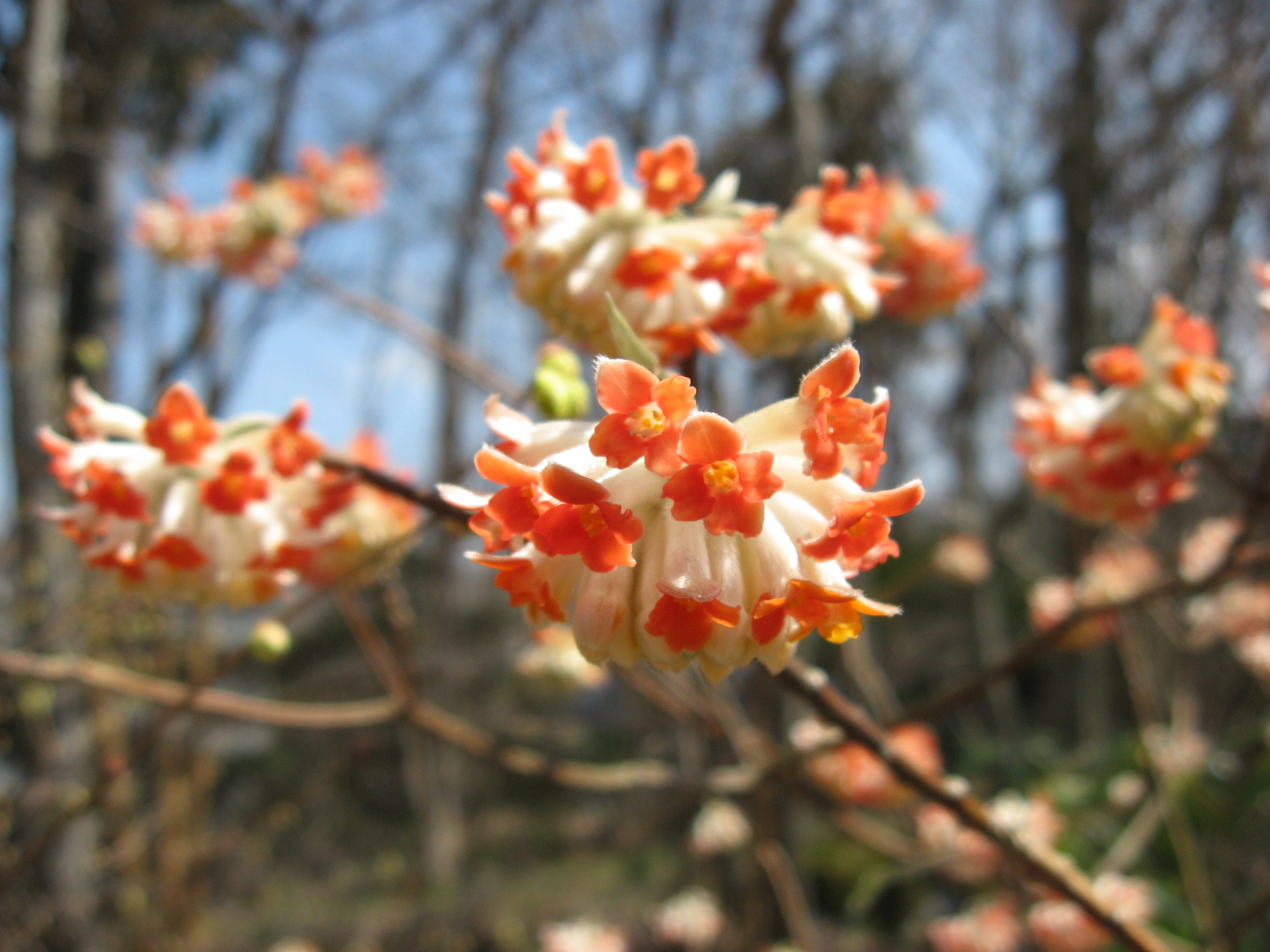
Varietà rossa dei fiori

Il bastone di san Giuseppe è una pianta ornamentale, che predilige i terreni acidi (ma tollera anche quelli quasi neutri); il suolo dev'essere inoltre umido, ma ben drenato, e la pianta va annaffiata solo saltuariamente.
È bene notare che le radici soffrono gli spostamenti; è preferibile piantarla in una posizione riparata, in penombra, dove riceva solo alcune ore di luce diretta.
Tollera bene il freddo, ma durante l'inverno è consigliabile coprirne le radici con foglie secche o con un telo pacciamante. È inoltre immune da malattie e da parassitosi.

### Usi
La corteccia di questo arbusto viene usata per la realizzazione di carta artigianale di elevata qualità; in Giappone questa pratica esiste sin dal tardo XVI secolo (data d'importazione della pianta nel paese), ed oltre alla carta venivano prodotte con essa anche le banconote, che erano considerate le migliori al mondo per qualità e difficoltà di falsificazione (ad oggi, in Giappone questa pianta viene ancora usata per la produzione di carta, ma non delle banconote, per le quali si usa invece la canapa di Manila, tratta dalla Musa textilis).
I fiori, la corteccia e le radici di questa pianta trovano inoltre posto nella medicina tradizionale cinese: i primi vengono usati per la cura di varie malattie degli occhi, mentre le altre due hanno proprietà antinfiammatorie ed analgesiche.